# Diabolo (dryck)
Diabolo är en fransk alkoholfri cocktail gjord på sockerlag (vanligtvis mint, jordgubb eller grenadin) och lemonad.